# Euphaedra hewitsoni
Euphaedra hewitsoni är en fjärilsart som beskrevs av Jacques Hecq 1974. Euphaedra hewitsoni ingår i släktet Euphaedra och familjen praktfjärilar. Inga underarter finns listade i Catalogue of Life.